# Complexo de Jocasta

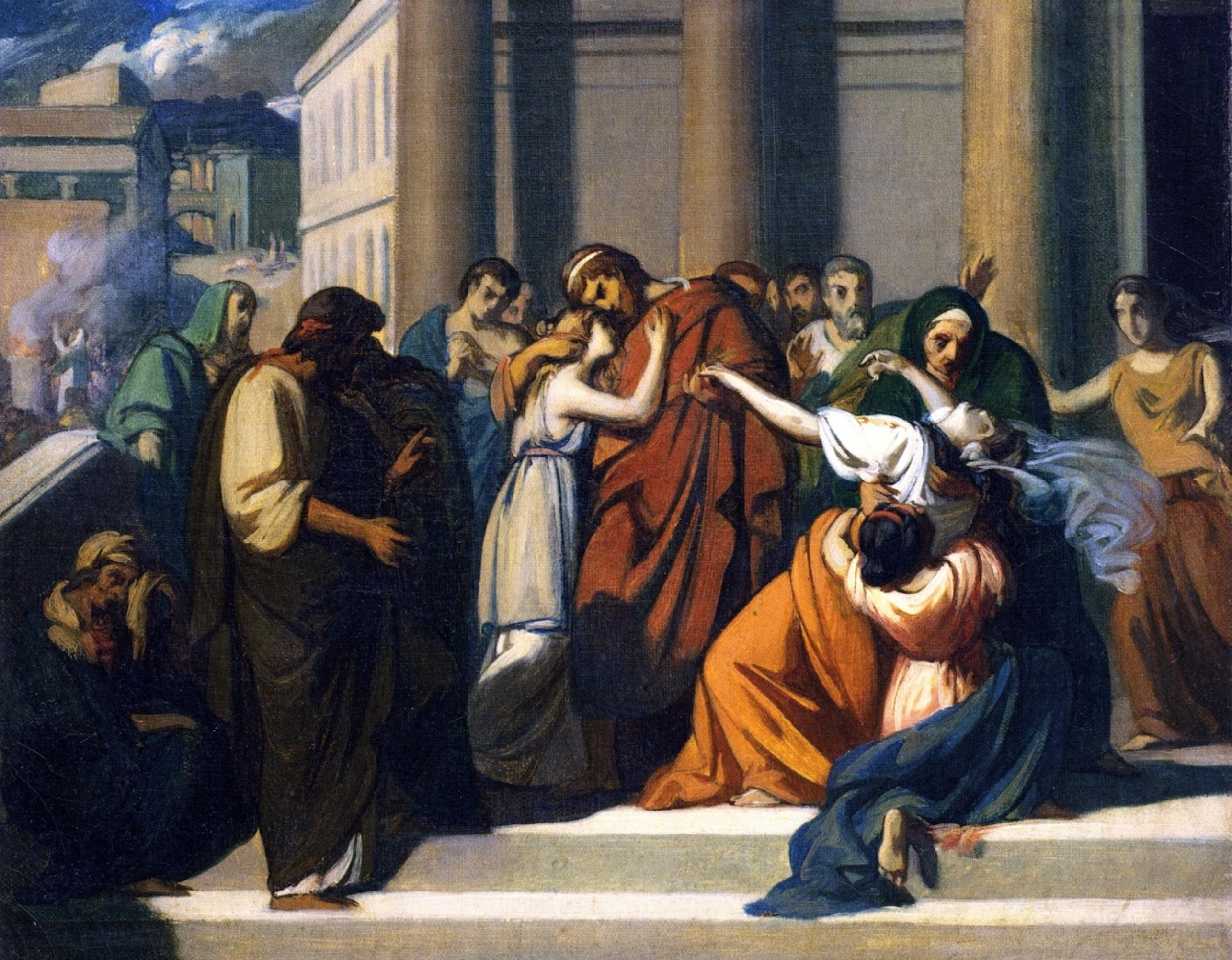
Oedipus Separating from Jocasta por Alexandre Cabanel.

Em psicanálise, o Complexo de Jocasta é o desejo sexual incestuoso de uma mãe para com o seu filho.
Raymond de Saussure introduziu o termo em 1920 através da analogia com seu contrário na psicanálise, o Complexo de Édipo, e pode ser usado para compreender diferentes graus de pertencimento, incluindo amor maternal exercido por uma dominação assexual - uma coisa talvez particularmente prevalecente entre um filho inteligente e uma figura paterna fraca ou ausente.

## Origens
O Complexo de Jocasta é chamado assim devido a Jocasta, uma rainha grega fictícia que teve uma relação sexual com seu filho. O Complexo de Jocasta é similar ao Complexo de Édipo, em que um filho tem desejo sexual pela mãe. Há no termo uma certa extrapolação já que na história original Édipo e Jocasta não sabiam que eram mãe e filho quando se casaram. O uso no contexto moderno envolve um filho com pleno conhecimento de quem sua mãe é.

## Discussão Analítica
Theodor Reik via a “mãe Jocasta”, como alguém com uma própria relação afetiva adulta insatisfatória e uma super preocupação por sua criança como uma fonte primária de sua neurose.
George Devereux foi além, argumentando que o Complexo de Édipo infantil era por sua vez desencadeado por um complexo parental preexistente (Jocasta/Laius).
Eric Berne também explorou o outro (parental) lado do Complexo de Édipo, apontando para dramas familiares relacionados como por exemplo “a mãe dormindo com o namorado da filha.. quando a mãe não tem um filho com quem possa jogar de Jocasta”.

## Análogos culturais
Atossa, na tragédia grega “Os Persas”, é vista lutando em seus sonhos com um Complexo de Jocasta.
O folclore indiano frequentemente representa figuras que, como Jocasta, expressam desejo maternal pelos filhos.